# Museum Achse, Rad und Wagen

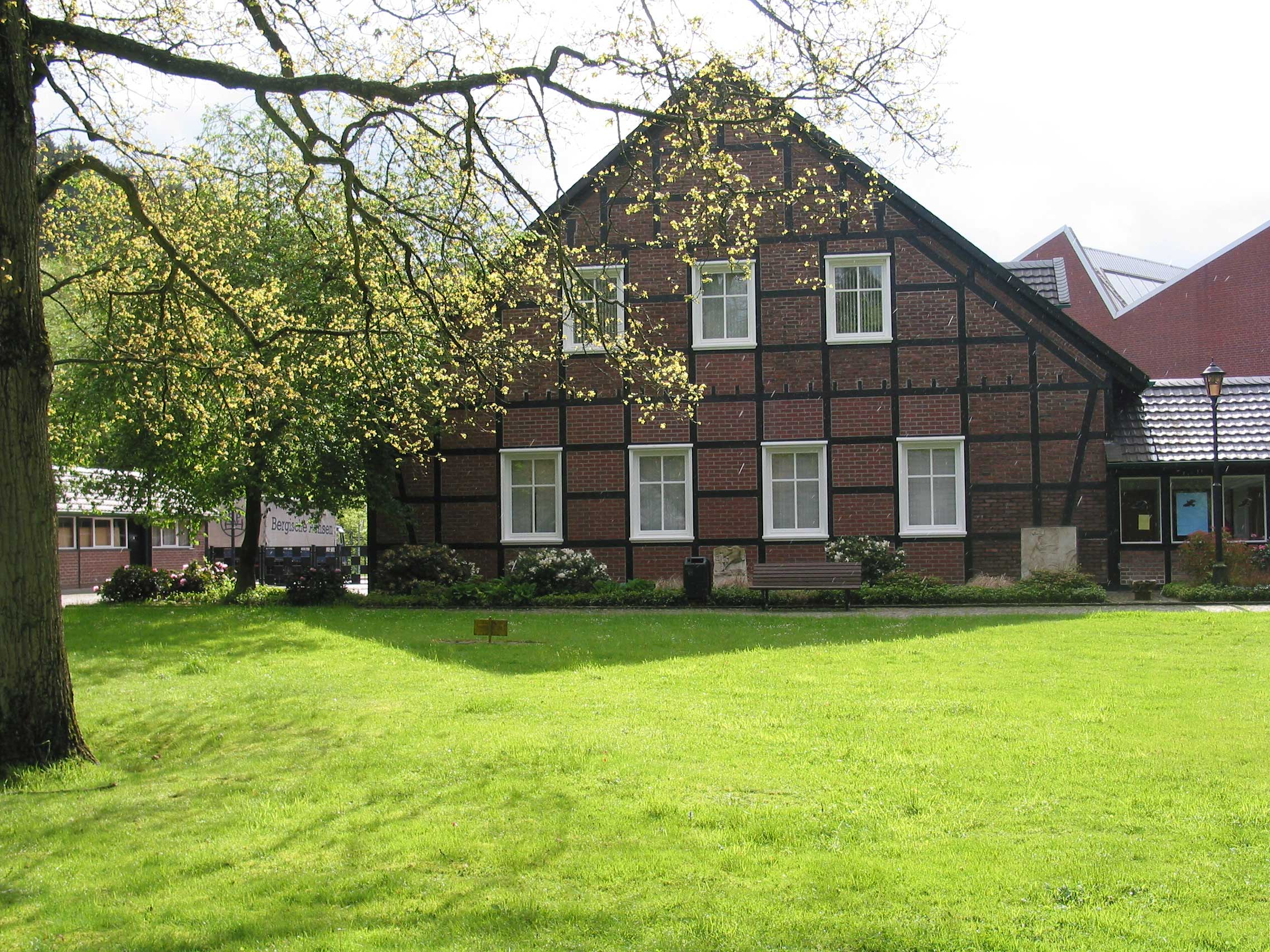
Museumsgebäude

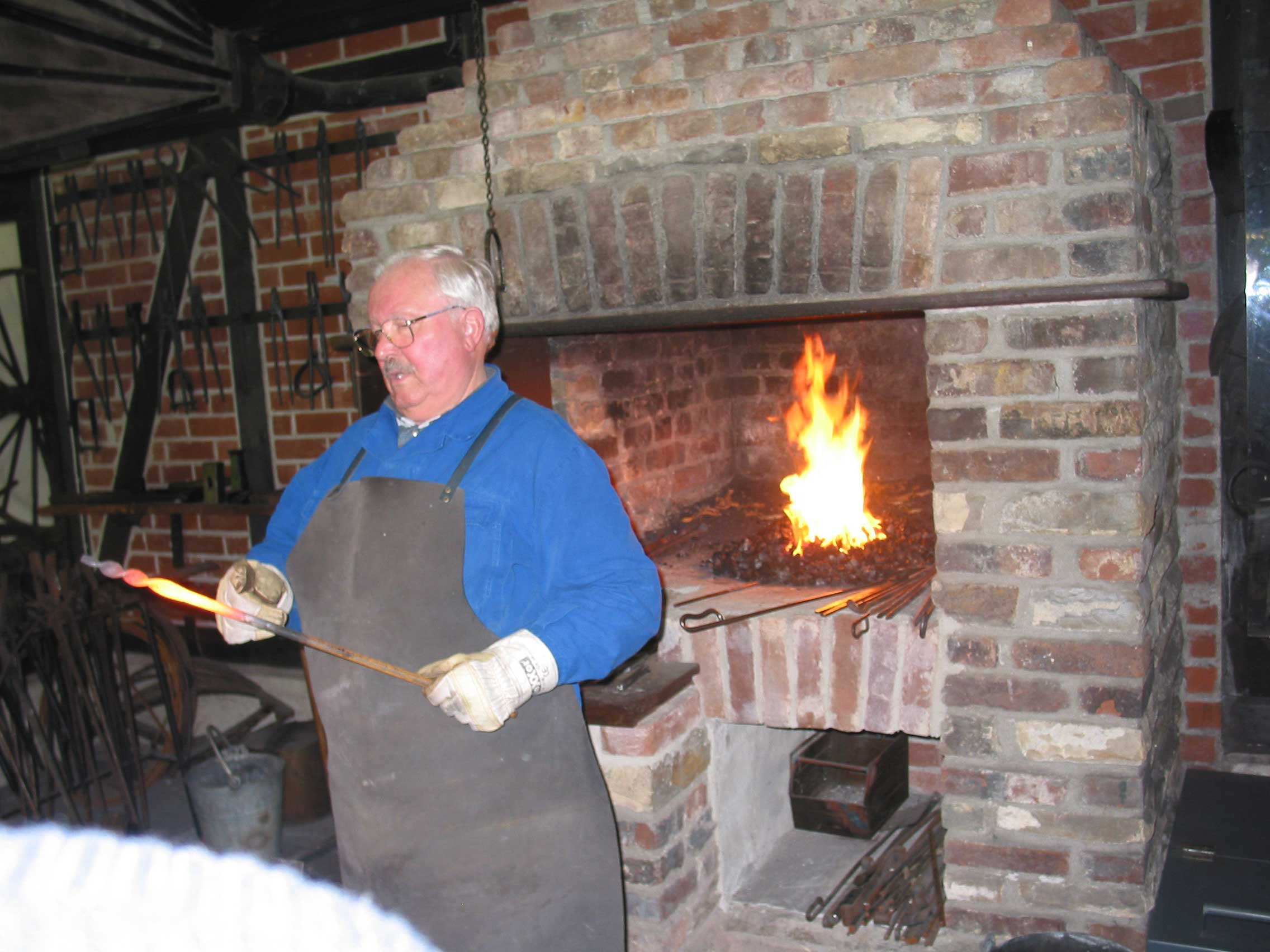
Schmiedehandwerk

Das Museum Achse, Rad und Wagen wurde 1952 als Werksmuseum des Unternehmens BPW Bergische Achsen Kommanditgesellschaft eingeweiht. Es befindet sich in Wiehl im Oberbergischen Kreis in Nordrhein-Westfalen, Deutschland. Auf einer Ausstellungsfläche von über 1000 m² stellt es die 5500-jährige Geschichte des Fahrzeugbaus dar. Es war für umfangreiche Modernisierungsarbeiten von 2008 bis 2013 geschlossen und wurde am 27. Oktober 2013 neu eröffnet. Jetzt präsentiert die Sammlung neben den historischen und modernen Achsen von BPW frühgeschichtliche und antike Exponate aus Europa, Asien und Afrika sowie neuzeitliche Exponate zum Wagenbau. Die Sammlungsstücke werden in drei Räumen chronologisch ausgestellt.
Ausgestellt werden archäologische Fundstücke, Ackerwagen, Feuerwehrfahrzeuge, Fuhrwerke, historische Modellkutschen und Kutschen. Darüber hinaus gibt es Druckgraphiken und Zeichnungen mit Kutschenmotiven aus dem 17. bis 19. Jahrhundert zu sehen. In einer Werkstatt werden Werkzeuge und Maschinen der Schmiede gezeigt, wo es im monatlichen Rhythmus Vorführungen gibt.
Themen der Dauerausstellung:
- Archäologische Zeugnisse des 5500 Jahre alten Fahrzeugbaus
- BPW-Achsen im Wandel des 20. und 21. Jahrhunderts
- Druckgraphik zur Geschichte des Wagens und des Kutschenbaus aus dem 16.–20. Jahrhundert
- 2000 bis 4000 Jahre alte Keramik- und Bronzemodelle von Plan-, Streit- und Kultwagen
- Kinderkutschen, Modellwagen, Kutschen und Ackerwagen des 17.–20. Jahrhunderts
- Sammlung antiker sowie neuzeitlicher Münzen und Medaillen mit Wagendarstellungen

Ausgenommen wird in der Ausstellung die Eisenbahn, obwohl sie von Mitte der 1930er Jahre bis 1994 mit einem Gleisanschluss der BPW ihren wichtigsten Kunden an der Wiehltalbahn hatte. Es sind Radsätze für Feld- und Grubenbahnen in der Ausstellung vertreten.
Neben der Entwicklungsgeschichte des Wagens stellt das Museum „Achse, Rad und Wagen“ seinen Besuchern die Unternehmenshistorie der BPW vor. Rund 230.000 Besucher zählte das Firmenmuseum seit seiner Gründung in den 1950er Jahren. Um auch weiterhin für den Tourismus interessant zu sein, unterzog sich das BPW Museum 2009 einer Modernisierung.